# حمض الدوكوسابنتاينويك
حمض الدوكوسابنتاينويك هو حمض دهني غير مشبع له الصيغة الكيميائية C22H34O2، مع وجود خمس روابط مضاعفة، تكون إحداها على الكربون رقم 3 من الطرف الميثيلي للسلسلة، ولذلك فهو من أحماض أوميغا 3.
للمركب تسمية قديمة غير مستخدمة حالياً وهي حمض الكلوباندونيك clupanodonic acid.

## الوفرة الطبيعية
يوجد على شكل غليسيريد في عدد من المنتجات الحيوانية مثل اللحوم وزيت السمك وزيت كبد الحوت؛ كما يوجد أيضاً في الطحالب.

## الخواص
يوجد الدوكوسابنتاينويك في الشروط القياسية على شكل سائل، قابل للامتزاج مع الميثانول. يتألف جزيء هذا الحمض من 22 ذرة كربون، ويحوي على 5 روابط مزدوجة من النمط المقرون (cis). 

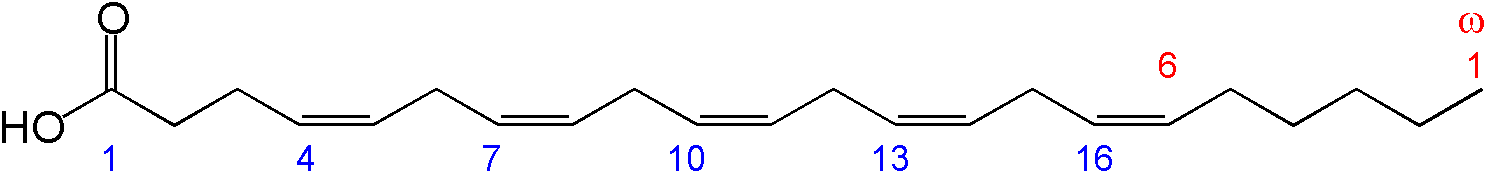
بنية حمض أوسبوند.

يوجد متصاوغ منه يعرف باسم حمض أوسبوند osbond acid، وهو من أحماض أوميغا 6.

## الاستخدامات
يستخدم حمض الدوكوسابنتاينويك مع عدد من الأحماض الدهنية الأخرى، مثل حمض الإيكوسابنتاينويك، في تركيب المكملات الغذائية.